# Áustria nos Jogos Olímpicos de Inverno de 1956
A Áustria mandou 60 competidores que disputaram oito modalidades nos Jogos Olímpicos de Inverno de 1956, em Cortina d'Ampezzo, na Itália. A delegação conquistou 11 medalhas no total, sendo quatro de ouro, três de prata, e quatro de bronze.